# Kim Renkema
Kim Renkema (ur. 28 czerwca 1987 w Hoogeveen) – holenderska siatkarka, reprezentantka kraju, grająca na pozycji przyjmującej.
Od 2019 roku jest dyrektorem sportowym niemieckiego klubu siatkarskiego VC Stuttgart.

## Sukcesy klubowe
Puchar Holandii:
- 2007

Mistrzostwo Holandii:
- 2007

Puchar Niemiec:
- 2011, 2015, 2017

Mistrzostwo Niemiec:
- 2015, 2016, 2017

Superpuchar Niemiec:
- 2016